# (685) Гермія
(685) Гермія (англ. Hermia) — астероїд головного поясу, який був відкритий 12 серпня 1909 німецьким астрономом Карлом Вильгельмом Лоренцем в Обсерваторії Хайдельберг-Кенігштуль. Названий на честь однойменної героїні комедії Вільяма Шекспіра "Сон літньої ночі". Тісеранів параметр щодо Юпітера — 3,610.